# Piersele
Piersele (niem. Perscheln) – osada w Polsce położona w województwie warmińsko-mazurskim, w powiecie bartoszyckim, w gminie Bartoszyce. W latach 1975–1998 miejscowość administracyjnie należała do województwa olsztyńskiego.

## Historia
Wieś wzmiankowana w dokumentach już w 1395 r., jako wieś pruska pod nazwą Perselen. W 1889 r. był to majątek ziemski o areale 292 ha.
W 1983 r. był to PGR z 8 budynkami (29 mieszkań) i 78 mieszkańcami. We wsi była świetlica i punkt biblioteczny.

## Zabytki
- pałac